# شاناویا داودل
شاناویا داودل (انگلیسی: Shanavia Dowdell؛ زادهٔ ۱۰ سپتامبر ۱۹۸۷) بازیکن بسکتبال اهل ایالات متحده آمریکا است.